# Ruggero Leoncavallo
Ruggero Leoncavallo (Napels, 8 maart 1857 - Montecatini, 9 augustus 1919) was een Italiaanse componist, pianist en dichter.
Ruggero Leoncavallo werd geboren in Napels. Zijn eerste pogingen als operacomponist hadden geen succes. Hij zwierf gedurende enkele jaren door Frankrijk, Egypte, Engeland en Duitsland. Het eerste succes kwam er pas in 1892 met de korte opera I Pagliacci (De Clowns), waarvan de première onder Arturo Toscanini in Milaan doorging.
Daarop volgden nog I Medici (1893), La Bohème (1897), Zaza (1900), Roland (1904) en Maia (1910). Van zijn opera's kon enkel I Pagliacci repertoire houden.
Voorts componeerde hij operettes, orkest- en koorwerken en liederen.